# August Schenck zu Schweinsberg

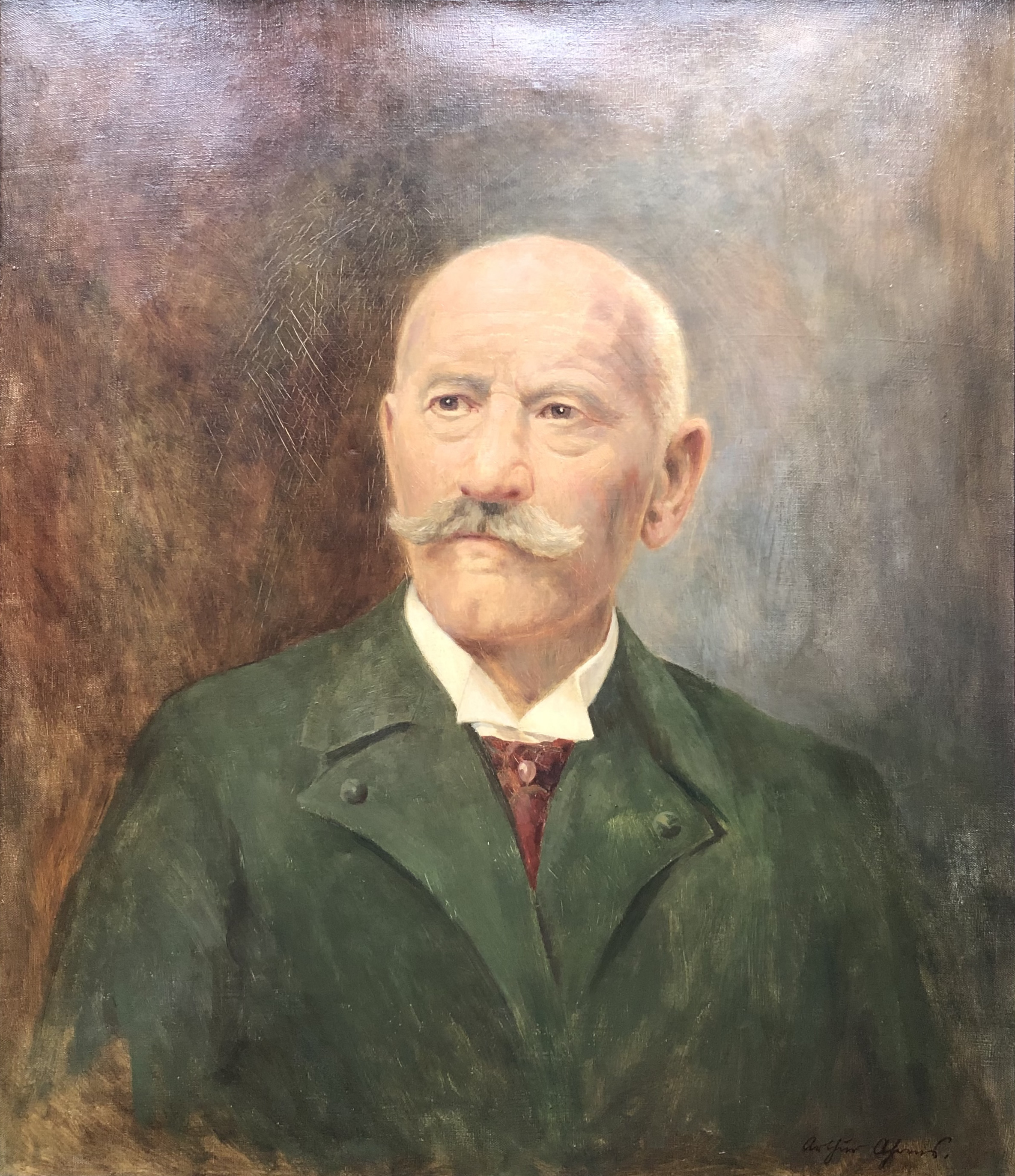
August Christian Julius Ludwig Freiherr Schenck zu Schweinsberg

August Christian Julius Ludwig Freiherr Schenck zu Schweinsberg (* 13. Dezember 1867 in Erbach; † 27. September 1948 in Rülfenrod) war preußischer Generalmajor und wäre ab 1940 Erbschenk in Hessen geworden, wenn die Vorrechte des Adels nicht 1918 abgeschafft worden wären. Er war Mitglied der Adelsfamilie Schenck zu Schweinsberg.

## Leben
August war Sohn des großherzoglich hessischen Kreisrates zu Groß Gerau, Wilhelm Christoph Adolf Freiherr Schenck zu Schweinsberg (1824–1886) und dessen Ehefrau Elisabeth Klara Kurtz (1843–1916) aus Oppenheim. Schenck heiratete am 15. April 1902 in Darmstadt Elisabeth Otto (1876–1954), eine Tochter des Generalmajors Carl Otto (1840–1906) und seiner Frau Pauline Hüffel (1849–1938). Aus der Ehe stammten die Kinder
- Wilhelm Karl Ferdinand Fritz (1903–1975), Realschullehrer, Oberstfeldmeister
- Gunthram Felix Fritz Viktor (1905–1973), Oberregierungsbaurat
- Gisela Marie Helene Pauline Elisabeth (1909–2001)

Schenck war Direktionsmitglied der Kriegsakademie in Berlin und im Generalstab der Armee als Leiter der Bataillons Führung bei der Heeresgruppe Deutscher Kronprinz.